# Джафарова, Бавер Фаталиевна
Бавер Фаталиевна Джафарова (1920—1978) — советская летчица, участница Великой Отечественной войны. Первая летчица-парашютистка Дагестана, внесла значительный вклад в подготовку летчиков для Красной Армии в годы Великой Отечественной войны.

## Биография
Родилась в 1920 году в селе Чуртах, ныне Лакский район Республики Дагестан. Отец, Джафаров Фатали Джахбарович(1865-1940) был известным в Дагестане златокузнецом, имел в Темирхан-Шуре фирму. Участвовал в выставках и получал призы в Париже, Лондоне и Берлине. Мать, Гурун — домохозяйка.
Работала заместителем заведующего орготделом Дагестанского ЦИК по работе среди девушек и женщин. По вечерам училась в аэроклубе на курсах летчиков. В октябре 1937 года совершила первый самостоятельный полет. Член ВЛКСМ.
Умерла в 1978 году.

## Семья
Бабушка: Аминат
Отец, Фатали, мать, Гурун вырастили 11 детей.
Братья:
- Абдуллах (1928-1985) — доктор технических наук[2].
- Агарагим (1934-2014) — директор Московского дрожжевого завода[2].
- Джафар (1910-1980) — скульптор[2].
- Темирхан (1923-1989) — композитор, дирижёр Даггосфилармонии[2].

Сын: Фатали.

## Память
- В 2005 году в Махачкале на фасаде дома № 15 по улице Оскара была торжественно открыта мемориальная доска Б. Ф. Джафаровой[5].
- В 2011 году бюст Джафаровой Б.Ф. был установлен на территории Авиационно-технического спортивного клуба в Махачкале[6].